# Augustin Tardieu
Jean-Joseph, Auguste, Noël dit Augustin Tardieu né le 23 décembre 1828 et mort le 16 avril 1883 est un homme politique français, député des Bouches-du-Rhône, maire d'Arles et conseiller général des Saintes-Maries-de-la-Mer.

## Biographie
Né à Arles en 1828, Augustin Tardieu est issu d'une famille de propriétaires terriens. Après des études au collège, il s'engage dans la marine marchande, puis en 1851 dans les Chasseurs d'Afrique où il reste deux ans avant d'être libéré avec le grade de sous-officier.
De retour dans sa ville natale, il s'occupe pendant une douzaine d'années du domaine familial avant d'être tenté par la politique.
En 1865, il entre au conseil municipal de la ville d'Arles sous l'étiquette de l'Union libérale. En 1870, il devient le premier maire républicain (1870-1871) nommé par le gouvernement de la Défense, poste qu'il occupera encore trois fois (1873-1874, 1876-1877 et 1878). Il est élu successivement deux fois comme député des Bouches-du-Rhône en 1871, puis en 1876. En mai 1877, il est l'un des signataires du manifeste des 363. Il n'est réélu qu'en 1878. Il est également conseiller-général des Saintes-Maries-de-la-Mer en 1871.
En 1882, des complications cardiaques l'obligent à se retirer de la vie publique. Il décède peu de temps après en 1883 à son domicile arlésien du centre ville. Homme d'ordre respecté y compris par ses adversaires politiques, son deuil est partagé par toute la cité.
Depuis 1901, une rue d'Arles honore son souvenir.

## Sources
- « Augustin Tardieu », dans Adolphe Robert et Gaston Cougny, Dictionnaire des parlementaires français, Edgar Bourloton, 1889-1891 [détail de l’édition]
- Rues d'Arles, qui êtes-vous d'Annie-Tuloup-Smith - Editions Les Amis du Viel Arles, 2001